# Коломієць Павло
Павло Коломієць (1900, Конотоп — 10 листопада 1930) — український поет, представник Розстріляного відродження.

## Життєпис
Народився у 1900 р. в Конотопі в багатодітній родині залізничного кондуктора. По закінченні міського училища працював на заводі, потім пішов добровольцем на фронт, а після революції був у Червоній армії, партизанив. Повернувшись до Конотопа, створює молодіжний загін для боротьби з повстанцями, військами Директорії та білогвардійцями, бере участь у першому з'їзді українського комсомолу, а в 1918-му вступає до партії.
З 1919 р. працює в Києві у центральному бюро зв'язку та інформації при народному комісарі у військових справах України, а в 1920-му стає комісаром кавалерійського полку. Після завершення Першої московсько-української війни очолює в Конотопі відділ народної освіти, редагує газету, стає членом Конотопської Ради робітничих і солдатських депутатів.
Перші свої літературні спроби Павло Коломієць показав Павлові Тичині, потім познайомився з Максимом Рильським та Аркадієм Казкою. З 1926 р. починає друкувати поезії в журналах «Червоний Шлях», «Життя й Революція». У 1930-му видав збірку поезій «Партитура тривоги», яка складалась з 11 віршів. Друга збірка «Садівник» уже не вийшла.
10 листопада 1930 р. Павло Коломієць застрелився перед арештом.

## Творчість
Збірки Поезій
«Партитура тривоги» (1930):
- «Стежка»
- «Тінь рожевих згасань — за плечима…»
- «Мені здається»
- «Ой, згубилась блакитними днями»
- «За снігопадом тань»
- «Осінь»
- «Снігом ніч»
- «Манометр»
- «Харків»
- «Літня ніч»
- «Караван»

У 2016 році вірші автора були видані в антології «Невідоме Розстріляне Відродження» укладеної Юрієм Винничуком